# Lista de telenovelas da TV Excelsior

As telenovelas da TV Excelsior estão relacionadas nesta lista, que apresenta: data de início, data do final e quantidade de capítulos das telenovelas dessa emissora, fundada pelo empresário Mário Wallace Simonsen (1909-1965) em 9 de julho de 1960 e extinta em 30 de setembro de 1970.

## Telenovelas por faixa de horário e ordem de exibição

### Telenovelas das 17 horas e 30 minutos
| # | Início          | Término           | Título              | Cap. | Autoria      | Diretor      | Ref   |
| - | --------------- | ----------------- | ------------------- | ---- | ------------ | ------------ | ----- |
| 1 | Janeiro de 1964 | Fevereiro de 1964 | Eu e Você           | n.d. | Ciro Bassini | Ciro Bassini | [ 1 ] |
| 2 | Janeiro de 1965 | Março de 1965     | A Menina das Flores | n.d. | n.d.         | n.d.         | [ 2 ] |

### Telenovelas das 18 horas e 30 minutos
| # | Início                  | Término                 | Título                   | Cap. | Autoria                                      | Diretor                                             | Ref   |
| - | ----------------------- | ----------------------- | ------------------------ | ---- | -------------------------------------------- | --------------------------------------------------- | ----- |
| 1 | 26 de agosto de 1968    | 19 de fevereiro de 1969 | A Pequena Órfã           | 179  | Teixeira Filho                               | Dionísio Azevedo                                    | [ 3 ] |
| 2 | 20 de fevereiro de 1969 | 27 de março de 1970     | A Menina do Veleiro Azul | 285  | Ivani Ribeiro Teixeira Filho Dárcio Ferreira | David Grinberg Waldemar de Moraes Paulo de Grammont | [ 4 ] |

### Telenovelas das 19 horas
| #  | Início                 | Término                 | Título                    | Cap. | Autoria            | Diretor                                            | Ref    |
| -- | ---------------------- | ----------------------- | ------------------------- | ---- | ------------------ | -------------------------------------------------- | ------ |
| 1  | 4 de outubro de 1963   | 27 de novembro de 1963  | Aqueles Que Dizem Amar-Se | 040  | Dulce Santucci     | Tito di Miglio                                     | [ 5 ]  |
| 2  | 10 de dezembro de 1963 | 5 de fevereiro de 1964  | Corações em Conflito      | 050  | Ivani Ribeiro      | Tito di Miglio                                     | [ 6 ]  |
| 3  | 6 de fevereiro de 1964 | 13 de março de 1964     | As Solteiras              | 022  | Dulce Santucci     | Tito di Miglio                                     | [ 7 ]  |
| 4  | 17 de março de 1964    | 1 de maio de 1964       | Ambição                   | 028  | Ivani Ribeiro      | Dionísio Azevedo                                   | [ 8 ]  |
| 5  | 5 de maio de 1964      | 29 de julho de 1964     | A Moça Que Veio de Longe  | 052  | Ivani Ribeiro      | Dionísio Azevedo                                   | [ 9 ]  |
| 6  | 28 de julho de 1964    | 25 de setembro de 1964  | A Outra Face de Anita     | 052  | Ivani Ribeiro      | Dionísio Azevedo                                   | [ 10 ] |
| 7  | 28 de setembro de 1964 | 28 de novembro de 1964  | Uma Sombra em Minha Vida  | 054  | Cristina Leblon    | Dionísio Azevedo                                   | [ 11 ] |
| 8  | 30 de novembro de 1964 | 15 de janeiro de 1965   | O Pintor e a Florista     | 041  | Cláudio Petraglia  | n.d.                                               | [ 12 ] |
| 9  | 16 de janeiro de 1965  | 28 de fevereiro de 1965 | O Céu É de Todos          | 042  | Ciro Bassini       | Waldemar de Moraes                                 | [ 13 ] |
| 10 | 4 de março de 1965     | 8 de maio de 1965       | Ainda Resta uma Esperança | 058  | Júlio Atlas        | Waldemar de Moraes Carlos Zara                     | [ 14 ] |
| 11 | 10 de maio de 1965     | 7 de setembro de 1965   | Os Quatro Filhos          | 104  | J. Silvestre       | Waldemar de Moraes                                 | [ 15 ] |
| 12 | 8 de setembro de 1965  | 13 de maio de 1966      | Em Busca da Felicidade    | 207  | Thalma de Oliveira | Waldemar de Moraes                                 | [ 16 ] |
| 13 | 16 de maio de 1966     | 2 de maio de 1968       | Redenção                  | 596  | Raymundo López     | Dionísio Azevedo Waldemar de Moraes Reynaldo Boury | [ 18 ] |
| 14 | 6 de maio de 1968      | 28 de março de 1969     | Legião dos Esquecidos     | 230  | Raymundo López     | Waldemar de Moraes Reynaldo Boury                  | [ 19 ] |
| 15 | 31 de Março de 1969    | 31 de janeiro de 1970   | Sangue do Meu Sangue      | 284  | Vicente Sesso      | Sérgio Britto                                      | [ 20 ] |

### Telenovelas das 19 horas e 30 minutos
| #  | Início                 | Término                 | Título              | Cap. | Autoria          | Diretor                                              | Ref    |
| -- | ---------------------- | ----------------------- | ------------------- | ---- | ---------------- | ---------------------------------------------------- | ------ |
| 1  | 22 de junho de 1963    | 7 de setembro de 1963   | 2-5499 Ocupado      | 042  | Dulce Santucci   | Tito di Miglio                                       | [ 21 ] |
| 2  | 1 de junho de 1964     | 28 de agosto de 1964    | Mãe                 | 065  | Ciro Bassini     | Ciro Bassini                                         | [ 22 ] |
| 3  | 7 de setembro de 1964  | 30 de outubro de 1964   | Pecado de Mulher    | 040  | Nenê Castellar   | Ciro Bassini                                         | [ 23 ] |
| 4  | 31 de agosto de 1964   | 30 de outubro de 1964   | Folhas ao Vento     | 045  | Ciro Bassini     | Ciro Bassini                                         | [ 24 ] |
| 5  | 24 de novembro de 1964 | 2 de janeiro de 1965    | Ilsa                | 030  | Lúcia Lambertini | n.d.                                                 | [ 25 ] |
| 6  | 4 de janeiro de 1965   | 27 de fevereiro de 1965 | Onde Nasce a Ilusão | 048  | Ivani Ribeiro    | Hélio Tozzi                                          | [ 26 ] |
| 7  | 1 de março de 1965     | 10 de abril de 1965     | A Indomável         | 036  | Ivani Ribeiro    | Walter Avancini                                      | [ 27 ] |
| 8  | 19 de abril de 1965    | 26 de junho de 1965     | Vidas Cruzadas      | 060  | Ivani Ribeiro    | Walter Avancini                                      | [ 28 ] |
| 9  | 1 de julho de 1965     | 31 de outubro de 1965   | A Deusa Vencida     | 106  | Ivani Ribeiro    | Walter Avancini                                      | [ 29 ] |
| 10 | 1 de novembro de 1965  | 22 de fevereiro de 1966 | A Grande Viagem     | 101  | Ivani Ribeiro    | Walter Avancini                                      | [ 30 ] |
| 11 | 1 de março de 1966     | 24 de junho de 1966     | Almas de Pedra      | 100  | Ivani Ribeiro    | Walter Avancini                                      | [ 31 ] |
| 12 | 13 de julho de 1966    | 25 de novembro de 1966  | Anjo Marcado        | 101  | Ivani Ribeiro    | Walter Avancini                                      | [ 32 ] |
| 13 | 28 de novembro de 1966 | 22 de julho de 1967     | As Minas de Prata   | 203  | Ivani Ribeiro    | Walter Avancini Carlos Zara                          | [ 33 ] |
| 14 | 10 de Julho de 1967    | 22 de Janeiro de 1968   | Os Fantoches        | 186  | Ivani Ribeiro    | Walter Avancini Carlos Zara                          | [ 34 ] |
| 15 | 29 de janeiro de 1968  | 6 de julho de 1968      | O Terceiro Pecado   | 121  | Ivani Ribeiro    | Walter Avancini Carlos Zara                          | [ 35 ] |
| 16 | 9 de julho de 1968     | 21 de março de 1969     | A Muralha           | 216  | Ivani Ribeiro    | Sérgio Britto Gonzaga Blota                          | [ 36 ] |
| 17 | 24 de março de 1969    | 2 de agosto de 1969     | Os Estranhos        | 114  | Ivani Ribeiro    | Gonzaga Blota Gianfrancesco Guarnieri                | [ 37 ] |
| 18 | 4 de agosto de 1969    | 8 de abril de 1970      | Dez Vidas           | 213  | Ivani Ribeiro    | Gonzaga Blota Reynaldo Boury Gianfrancesco Guarnieri | [ 38 ] |

### Telenovelas das 20 horas
| #  | Início                  | Término                 | Título                 | Cap. | Autoria                 | Diretor                     | Ref    |
| -- | ----------------------- | ----------------------- | ---------------------- | ---- | ----------------------- | --------------------------- | ------ |
| 1  | 15 de junho de 1965     | 30 de julho de 1965     | Aquele Que Deve Voltar | 034  | Ciro Bassini            | Mauro Mendonça              | [ 39 ] |
| 2  | 2 de agosto de 1965     | 28 de dezembro de 1965  | O Caminho das Estrelas | 128  | Dulce Santucci          | Ciro Bassini                | [ 40 ] |
| 3  | 7 de março de 1966      | 1 de julho de 1966      | A Pequena Karen        | 085  | Dulce Santucci          | Fernando Baleroni           | [ 41 ] |
| 4  | 4 de julho de 1966      | 21 de outubro de 1966   | Ninguém Crê em Mim     | 080  | Lauro César Muniz       | Dionísio Azevedo            | [ 42 ] |
| 5  | 24 de outubro de 1966   | 14 de abril de 1967     | Abnegação              | 125  | Dulce Santucci          | Fernando Baleroni           | [ 43 ] |
| 6  | 17 de abril de 1967     | 15 de dezembro de 1967  | O Grande Segredo       | 175  | Marcos Rey              | Walter Avancini Carlos Zara | [ 44 ] |
| 7  | 18 de dezembro de 1967  | 2 de março de 1968      | Sublime Amor           | 066  | Gianfrancesco Guarnieri | Cassiano Gabus Mendes       | [ 45 ] |
| 8  | 4 de março de 1968      | 5 de outubro de 1968    | O Direito dos Filhos   | 186  | Teixeira Filho          | Henrique Martins            | [ 46 ] |
| 9  | 7 de outubro de 1968    | 18 de fevereiro de 1969 | Os Diabólicos          | 117  | Teixeira Filho          | Henrique Martins            | [ 47 ] |
| 10 | 19 de fevereiro de 1969 | 23 de junho de 1969     | Vidas em Conflito      | 112  | Teixeira Filho          | Henrique Martins            | [ 48 ] |

### Telenovelas das 21 horas
| # | Início              | Término             | Título               | Cap. | Autoria         | Diretor        | Ref    |
| - | ------------------- | ------------------- | -------------------- | ---- | --------------- | -------------- | ------ |
| 1 | 29 de março de 1965 | 30 de abril de 1965 | Ontem, Hoje e Sempre | 029  | Fernando Baiela | Mauro Mendonça | [ 49 ] |
| 2 | 31 de maio de 1965  | 12 de junho de 1965 | Pedra Redonda, 39    | 012  | Tarcísio Meira  | Tarcísio Meira | [ 50 ] |

### Telenovelas das 21 horas e 30 minutos
| # | Início                 | Término                 | Título                      | Cap. | Autoria                    | Diretor                        | Ref           |
| - | ---------------------- | ----------------------- | --------------------------- | ---- | -------------------------- | ------------------------------ | ------------- |
| 1 | 6 de fevereiro de 1967 | 28 de julho de 1967     | O Morro dos Ventos Uivantes | 125  | Lauro César Muniz          | Dionísio Azevedo               | [ 51 ]        |
| 2 | 17 de julho de 1967    | 27 de fevereiro de 1968 | O Tempo e o Vento           | 210  | Teixeira Filho             | Dionísio Azevedo               | [ 52 ] [ 53 ] |
| 3 | Abril de 1970          | Junho de 1970           | Mais Forte que o Ódio       | n.d. | Marcos Rey Palma Beviláqua | Gonzaga Blota Henrique Martins | [ 54 ]        |

### Telenovelas das 22 horas
| # | Início                  | Término                 | Título                     | Cap. | Autoria      | Diretor                        | Ref    |
| - | ----------------------- | ----------------------- | -------------------------- | ---- | ------------ | ------------------------------ | ------ |
| 1 | 7 de setembro de 1964   | 23 de outubro de 1964   | É Proibido Amar            | 035  | Ciro Bassini | Walter Avancini                | [ 55 ] |
| 2 | 27 de outubro de 1964   | 1 de janeiro de 1965    | Melodia Fatal              | 049  | Nara Navarro | Walter Avancini                | [ 56 ] |
| 3 | 4 de janeiro de 1965    | 13 de fevereiro de 1965 | Eu Quero Você              | 036  | Vito Martini | Walter Avancini Mauro Mendonça | [ 57 ] |
| 4 | 15 de fevereiro de 1965 | 20 de março de 1965     | A Ilha dos Sonhos Perdidos | 030  | n.d.         | Ivan Mesquita                  | [ 58 ] |

### Telenovelas exibidas em outros horários
| # | Início | Término | Título                | Cap. | Autoria | Diretor | Ref           |
| - | ------ | ------- | --------------------- | ---- | ------- | ------- | ------------- |
| 1 | 1969   | 1969    | A Mansão dos Vampiros | n.d. | n.d.    | n.d.    | [ 59 ] [ 60 ] |